# Діп-Рівер (Коннектикут)
Діп-Рівер (англ. Deep River) — місто (англ. town) в США, в окрузі Міддлсекс штату Коннектикут. Населення — 4415 осіб (2020).

## Демографія
Згідно з переписом 2010 року, у місті мешкало 4629 осіб у 1940 домогосподарствах у складі 1240 родин. Було 2096 помешкань
Расовий склад населення:
| - 94,1 % — білих - 1,8 % — чорних або афроамериканців - 1,1 % — азіатів - 0,2 % — корінних американців - 1,3 % — осіб інших рас |

До двох чи більше рас належало 1,4 %. Частка іспаномовних становила 6,0 % від усіх жителів.
За віковим діапазоном населення розподілялося таким чином: 21,1 % — особи молодші 18 років, 64,1 % — особи у віці 18—64 років, 14,8 % — особи у віці 65 років та старші. Медіана віку мешканця становила 43,9 року. На 100 осіб жіночої статі у місті припадало 98,8 чоловіків;  на 100 жінок у віці від 18 років та старших — 96,1 чоловіків також старших 18 років.
Середній дохід на одне домашнє господарство  становив 104 103 долари США (медіана — 69 028), а середній дохід на одну сім'ю — 119 041 долар (медіана — 97 614). Медіана доходів становила 63 589 доларів для чоловіків та 54 219 доларів для жінок. За межею бідності перебувало 6,0 % осіб, у тому числі 7,0 % дітей у віці до 18 років та 2,9 % осіб у віці 65 років та старших.
Цивільне працевлаштоване населення становило 2523 особи. Основні галузі зайнятості: освіта, охорона здоров'я та соціальна допомога — 21,0 %, виробництво — 12,4 %, роздрібна торгівля — 11,6 %, мистецтво, розваги та відпочинок — 11,4 %.